# Bródy Henrik
Bródy Henrik, Brody Chaim (Ungvár, 1868. május 21. – Jeruzsálem, 1942. május 6.) irodalomtörténész, rabbi.

## Élete
Bródy Henrik a csehországi Abraham Broda (1640–1717) rabbi leszármazottja. Anyai nagyapja Ganzfried Salamon talmudtudós volt. Édesapja Salamon Zalman Brody (1835–1917) rabbinikus bíró. 1899-ben feleségül vette Ehrenfeld Esthert, a prágai főrabbi, Ehrenfeld Nathan lányát.
A tolcsvai és pozsonyi jesivákon tanult, a berlini Humboldt tudományegyetemen bölcsészdoktori oklevelet (1894), a berlini rabbiképző intézetben rabbi oklevelet szerzett (1898).
A csehországi Nachodban rabbi (1898–1902), a Mizrachi budapesti cionista szervezet elnöke (1902–1905), a prágai talmud-tóra iskola igazgatója (1905–1913), Prágában főrabbi (1913–1930) és ugyanott a zsidó jóléti központ elnöke (1920–1930). A héber költészet kutatására megalakult berlini Schocken Intézet igazgatója (1930–1933), az intézettel együtt Palesztinába költözött (1933). A jeruzsálemi Schocken Intézet igazgatója (1933–1942).
A középkori héber költészet világhírű kutatója. Irányításával kezdődött meg a középkori héber költők műveinek kritikai kiadása.

## Művei
- Hebräische Prosodie von Immanuel Frances. Bev., jegyz. (Kraków, 1892)
- Haschlamah zum Talmud-Tractat Berachot von R. Meschallam ben Mose. (Berlin, 1893)
- David Cassel’s Biographie. (Kraków, 1893)
- Ein Dialog von Immanuel Frances. (Kraków, 1893)
- Literar-Historische Mitteilungen. I. (Kraków, 1894)
- Studien zu den Dichtungen Jehuda ha-Levis. (Berlin, 1894)
- Der Diwan des Jehuda ha-Levi. 1–2. köt. (Berlin, 1894–1901)
- Über die Metra der Versgedichte. (Berlin, 1895)
- Zehn Gedichte aus dem Diwan Moses Ibn Esra. (Leipzig, 1896)
- Weltliche Gedichte des Abu Agjub Soleiman ben Jahja ibn Gabirol. 1–2. (Berlin, 1897–1898)
- A szerelem dalai a spanyol–arab korszak héber irodalmában. Irodalomtörténeti vázlat. 1–2. (Izraelita Magyar Irodalmi Társaság Évkönyve, 1899)
- Widerspricht der Zionismus unserer Religion? Salamonsohn, H. álnéven. (H. n., 1908)
- Arnold Ben Ehrlichs Mikra Ki-Peschachs kritisch beleuchtet. (Kraków, 1902)
- Die neuhebräische Dichterschule der spanisch–arabischen Epoche. Albrecht, K.-val. (H. n., 1905)